# Strangospora pinicola
Strangospora pinicola är en lavart som först beskrevs av A. Massal., och fick sitt nu gällande namn av Körb. Strangospora pinicola ingår i släktet Strangospora, ordningen Lecanorales, klassen Lecanoromycetes, divisionen sporsäcksvampar och riket svampar.  Arten är reproducerande i Sverige. Inga underarter finns listade i Catalogue of Life.